# Caixas, Pyrénées-Orientales
Caixas là một xã thuộc tỉnh Pyrénées-Orientales trong vùng Occitanie phía nam Pháp. Xã này nằm ở khu vực có độ cao trung bình 350 mét trên mực nước biển.